# L'urlo e il furore
L'urlo e il furore (titolo originale The Sound and the Fury) è un romanzo dello scrittore statunitense William Faulkner.
L'opera, pubblicata nel 1929, è il quarto romanzo dell'autore. Utilizzando soprattutto le tecniche del dialogo e del flusso di coscienza, la storia narra alcuni episodi nella vita dei membri di un'antica famiglia del Sud, i Compson, una volta ricca e ora in decadenza.

## Trama
«Certe giornate verso la fine di agosto a casa sono così, l'aria sottile e pungente come questa, con qualcosa di mesto e nostalgico e familiare. L'uomo è la somma delle sue esperienze climatiche, diceva il babbo. L'uomo è la somma di tutto quello che vuoi.»
Il romanzo è ambientato nella contea immaginaria di Yoknapatawpha ed è suddiviso in quattro parti. Protagonista del romanzo è una decadente famiglia bianca del sud degli Stati Uniti. La madre, Caroline, è sposata a Jason Compson III; i coniugi Compson hanno quattro figli: Quentin, Candace (Caddy), Jason, Benjamin e una nipotina, figlia di Caddy, chiamata anche lei Quentin, in memoria dello zio.
I capitoli del romanzo racchiudono ciascuno una giornata. Il primo capitolo tratta del 7 aprile 1928; il secondo del 2 giugno 1910; il terzo del 6 aprile del 1928; l'ultimo racconta dell'8 aprile 1928. Per ogni capitolo cambia la voce narrante. La prima è quella di Benjy Compson, il figlio ritardato mentale di 33 anni; la seconda parte si svolge 18 anni prima delle altre ed è raccontata da Quentin Compson, all'epoca studente ad Harvard, che si suicida a causa di una serie di eventi che coinvolgono la sorella Caddy; la terza parte riflette il punto di vista del loro cinico fratello Jason; mentre la quarta è raccontata in terza persona e basata sulle impressioni di Dilsey, la serva nera più anziana tra quelli al servizio della famiglia. Dilsey, l'instancabile balia della famiglia Compson, ha tre figli: Versh, Frony, e T. P.; Frony a sua volta ha un figlio, Luster, che si occupa di Benjamin.

## Stile
Il testo è diviso in quattro capitoli, in ciascuno dei quali la narrazione adotta un punto di vista differente. A ciascuna delle quattro parti corrisponde, di conseguenza, un insieme di caratteristiche retorico-stilistiche distinte, laddove la tecnica del flusso di coscienza è sostanzialmente onnipresente. Così come vuole la letteratura modernista, i fatti raccontati sono in ogni caso frammentari e raramente rispettano i criteri logici di rappresentazione tipici del romanzo tradizionale. Ciò implica che la narrazione è alterata costantemente a livello temporale: in particolare, a ogni frase in corsivo corrisponde, per esplicito volere tipografico di Faulkner, uno spostamento all'interno del tempo della storia (ma nel testo sono presenti anche spostamenti non segnalati da frasi in corsivo). Al momento dell'uscita, l'autore sognava che a ogni salto temporale corrispondesse un cambiamento nel colore dell'inchiostro utilizzato nella stampa; questo desiderio, irrealizzabile ai tempi di Faulkner, è stato oggi esaudito da "the Folio Society".
Le voci de L'urlo e il furore sono inoltre un esempio di focalizzazione interna e di narratore inaffidabile: ciascun personaggio è totalmente immerso all'interno del contesto famigliare descritto e, in base ai suoi specifici rapporti interpersonali, i suoi tratti caratteriali e le sue condizioni mentali, altera la realtà descritta, deformandola o accentuandone degli elementi particolari. Esemplare è il caso della voce di Benjy. Egli è affetto da un tipo di malattia cognitiva (è definito per questo "the idiot" all'interno del testo) e la sua narrazione è totalmente distorta per quanto riguarda le coordinate spazio-temporali, i rapporti causa-effetto e, in generale, la veridicità. Fatti del presente e del passato si fondono e si sovrappongono: essi sono resi attraverso una sintassi prevalentemente paratattica e un vocabolario limitato (circa cinquecento parole sono usate nella sezione di Benjy), scelte di scrittura "giustificate", appunto, dalla malattia del personaggio vero e proprio.

## Personaggi
Jason Compson III: Capo della famiglia Compson fino alla sua morte per alcolismo nel 1912. Marito di Caroline, è padre di Quentin, Caddy, Jason IV e Benjy.
Mrs. Caroline Compson: Moglie egocentrica di Jason III e madre dei loro quattro figli. Bloccata nella propria ipocondria, è incapace di prendersi cura adeguatamente dei figli.
Quentin Compson: Il maggiore dei figli e narratore del secondo capitolo del romanzo. È un giovane sensibile e intelligente, preoccupato per il proprio amore per la sorella Caddy e per l'onore della famiglia Compson. Si suicida annegandosi alla fine del suo primo anno ad Harvard.
Caddy Compson: Il suo nome è Candace ma viene chiamata "Caddy". Secondogenita e unica di sesso femminile tra i figli di Jason III e Caroline, è molto vicina al fratello Quentin. Diventa promiscua, resta incinta al di fuori del matrimonio e infine nel 1910 sposa Herbert Head da cui in seguito divorzia.
Jason Compson IV: Il penultimo dei fratelli Compson e narratore del terzo capitolo del romanzo. Jason è incattivito, meschino e cinico.
Benjy Compson: Il più giovane dei figli Compson e narratore del primo capitolo del romanzo. Nato come Maury Compson, il suo nome viene cambiato in Benjamin nel 1900, quando viene scoperto che ha una disabilità intellettiva. È fortemente legato alla sorella Caddy.
Miss Quentin: La figlia illegittima di Caddy, cresciuta dai Compson dopo il divorzio di Caddy. Vive con lo zio Jason, la nonna e i servitori. È una ragazza ribelle e infelice; alla fine del libro ruba i soldi di Jason e lascia la città con un membro di uno spettacolo itinerante.
Dilsey: Cuoca nera dei Compson, Dilsey è una donna devota, di forte volontà e protettiva, tanto da fungere come forza stabilizzatrice per la famiglia Compson.

## Edizioni italiane
- L'urlo e il furore, trad. di Augusto Dauphiné, Milano: Mondadori, 1947 («Medusa» n.203), 1956, 1959, 1963, 1970, 1974.
- L'urlo e il furore, trad. di Vincenzo Mantovani, postfazione di Attilio Bertolucci, Milano: Mondadori, 1980 («Medusa» nuova serie n.12); Bergamo: Euroclub Italia, 1981; Novara: Istituto Geografico De Agostini, 1986, 1990; Introduzione di Fernanda Pivano, Milano: Mondadori, 1989-1999 («Oscar» n.2069); in Romanzi, vol. I, «I Meridiani»), 1995, 2001, 2004, con nuova "Avvertenza", in Opere scelte, vol. I, ivi, 2005; Introduzione di Emilio Tadini, Postfazione di Attilio Bertolucci, Collana ET, Torino: Einaudi, 1997-2024; La Biblioteca di Repubblica. Novecento n.41, Roma: Gruppo Editoriale L'Espresso, 2002; I Nobel della Letteratura n.14, Milano: RCS Quotidiani, 2007.